# Tolata
Tolata är en ort i Bolivia.   Den ligger i departementet Cochabamba, i den centrala delen av landet, 180 km norr om huvudstaden Sucre. Tolata ligger 2 731 meter över havet och antalet invånare är 2 207.
Terrängen runt Tolata är varierad. Runt Tolata är det ganska tätbefolkat, med 160 invånare per kvadratkilometer.. Närmaste större samhälle är Sacaba, 16,8 km nordväst om Tolata.
Omgivningarna runt Tolata är i huvudsak ett öppet busklandskap.